# Стрингер (журналістика)

Стрінгер телеканалу «112 Україна» Аліна Новгородцева (Запоріжжя), кадр ефіру новин 1 серпня 2014 року. Через особливий ракурс обличчя при повідомленні в об'єктив камери, яка знаходиться у власній руці, стрінгери серед телеглядачів мають прізвисько «ніздрі».

Стри́нгер (від англ. stringer) — особливий вид позаштатного журналіста (фрилансера), який працює на місці події за спеціальним, як правило, одноразовим завданням редакції або, переважно, за власною ініціативою. У другому випадку стрінгер отримує відео- та/або фотоматеріали з метою їхнього продажу засобам масової інформації.
Етимологія слова не зовсім ясна. Згідно з «Оксфордським словником», воно пов'язане з дієсловом to string («нанизувати») — журналіст-стрингер збирає інформацію з різних джерел, «нанизуючи» уривки на одну лінію оповіді (яку й називають string — «низка»). Також словом string англомовні журналісти і дослідники називають інформацію, яка «несподівано виявляється» під час пошуку чогось зовсім іншого.
Головною відмінністю стрінгерів від «звичайних» штатних та позаштатних журналістів є окрема оплата за кожен матеріал або завдання (гонорар). Стрінгери, як правило, передають усі права на матеріали засобу інформації, тому авторство цих фрілансерів не вказується. Іноді стрінгерами називаються журналісти, які працюють неповний робочий час, зазвичай, за певною тематикою.
Поширення роботи стрінгерів для ЗМІ у наш час зумовлена доступністю високоякісної знімальної техніки та мережевих засобів передавання інформації. Перевага стрінгерів над звичайними співробітниками редакцій та спеціальними кореспондентами — в оперативності та перебуванні на місці практично будь-якої події в реальному часі. Найчастіше ЗМІ використовують матеріали стрінгерів, отримані на місцях катастроф, бойових дій та масових заворушень тощо.
Хоча стрінгери — незалежні журналісти і працюють на добровільній основі, деякі з них тривалий час надають інформаційні послуги та виготовляють матеріали для певних інформаційних агенцій або новинних компаній. Особливо це стосується висвітлення бойових дій у віддалених або надто небезпечних місцях. В англомовних країнах таких стрінгерів називають «суперстрінгерами», вони нерідко тривалий час співпрацюють із кількома ЗМІ, навіть укладаючи з ними контракти.